# Daz Dillinger
Daz Dillinger, pseudonimo di Delmar Drew Arnaud (Long Beach, 25 maggio 1973), è un produttore discografico e rapper statunitense.

## Biografia
È il cugino dei rapper Nate e Snoop Dogg, Lil'1/2 Dead e RBX. Nel 2022 ha annunciato tramite i social il suo ritiro definitivo della sua carriera musicale.

## Discografia

### Album
- 1998: Retaliation, Revenge and Get Back
- 2000: R.A.W.
- 2002: This Is the Life I Lead
- 2002: I Got Love In These Streetz
- 2003: DPGC: U Know What I'm Throwin' Up
- 2004: I Got Love in These Streetz - The Album
- 2005: Tha Dogg Pound Gangsta LP
- 2005: Gangsta Crunk
- 2006: So So Gangsta
- 2007: Gangsta Party
- 2008: Only on the Left Side
- 2009: Public Enemiez
- 2010: Matter of Dayz
- 2011: D.A.Z.

## Singoli
- In California (feat. Val Young)
- R.A.W. (feat. Kurupt)
- I'd Rather Lie 2 Ya
- Keep It Gangsta
- Dogg Catcha (feat. Soopafly)
- U Ain't Shit (feat. Bad Azz)
- Daz Thang
- On Some Real Shit (feat. Rick Ross)
- Weekend (feat. Johntá Austin)
- All That I Need
- Gangbangers (Coolio feat. Daz)
- I Need My Doe (Made West feat. Daz)